# Ficarazzi
Ficarazzi er en italiensk by (og kommune) i regionen Sicilien i Italien, med omkring 12.991(2023) indbyggere.  